# 德克斯氏菌属
德克斯氏菌属為伯克氏菌目产碱菌科的一属好氧或兼性厌氧发酵型革兰氏阴性杆菌。具圆端的杆菌。发现于温带（亚洲、非洲和南美洲）的土壤。此属的模式种为胶德克斯氏菌(Derxia gummosa)。

## 下属物种
- 胶德克斯氏菌 Derxia gummosa Jensen et al. 1960
- 湖德克斯氏菌 Derxia lacustris Chen et al. 2013